# 芥屋村
芥屋村（けやむら）は、福岡県糸島郡にあった村。現在の糸島市の一部。

## 地理
糸島半島の西端に位置し、玄界灘に面していた。
- 島：姫島[1]

## 歴史

### 沿革
- 1889年（明治22年）4月1日 - 町村制の施行により、志摩郡 芥屋村、岐志村、新町村、姫島村が合併して村制施行し、芥屋村が発足[1][2]。
- 1896年（明治29年）4月1日 - 郡の統合により糸島郡に所属[1][3]。
- 1955年（昭和30年）1月1日 - 糸島郡可也村、桜野村、小富士村、芥屋村と合併し志摩村を新設して廃止された[1][2]。

### 地名の由来
『和名類聚抄』に記載の鶏永（けや）郷を当地に比定する説あり。